# عبد السلام العجيلي
عبد السلام العجيلي، (1918 - 5 أبريل 2006)، هو طبيب ونائب ووزير وأديب سوري، من مواليد الرقة وتوفي بها، تعتبر كتاباته في المجال الأدبي من ضمن الأغنى في تاريخ الأدب العربي.
| عبد السلام العجيلي | لقد شبعت من الحياة، عشتها بكل ما فيها، وما عدت أرغب بالمزيد. | عبد السلام العجيلي |

## نشأته وحياته
تربّى العجيلي على يد جدّه الصارم تربية إسبارطية كما ذكر هو، وقد تلقى تعليمه الابتدائي في الرقة وحمل الشهادة الابتدائية عام 1929، بعدها مضى إلى دراسة الإعدادية في مدينة حلب لكن المرض أعاده إلى الرقة ليقضي أربع سنوات في قراءة كتب التاريخ والدين والقصص الشعبي ودواوين التراث العربي.
أتم دراسته الثانوية في ثانوية المأمون في حلب قبل أن يلتحق بكلية الطب في جامعة دمشق ويعود إلى الرقة طبيبًا ويشرّع باب عيادته فيها منذ ذلك الحين حتى نيّف على الثمانين، انتخب نائباً عن مدينة الرقة عام 1947، وكان من الشباب السوريين الذين انخرطوا وحاربوا في صفوف جيش الإنقاذ عام 1948.
تولى عدداً من المناصب الوزارية في وزارة الثقافة والخارجية والإعلام عام 1962، ويعد أحد أهم أعلام القصة والرواية في سوريا والوطن العربي. أصدر أول مجموعاته القصصية عام 1948 بعنوان بنت الساحرة، وكان له أقاصيص أخرى مثل ساعة الملازم وقناديل إشبييلية.

## أعماله
ظلت الكتابة واحدة من أسرار العجيلي حتى حصل على الشهادة الثانوية، فقد نشر عام 1936 قصته الأولى «نومان» بتوقيع ع.ع. في مجلة الرسالة المصرية المرموقة، كما نشر بأسماء مستعارة قصصًا وقصائد وتعاليق في مجلة «المكشوف» اللبنانية وفي سواها من الدوريات الدمشقية إلى أن فضح السرّ سعيد الجزائري وهو من أدباء دمشق. عاش في مدينة دمشق عندما كان طالباً في كلية الطب ثم أصبح نائباً في مجلس الشعب، وفي عام 1943 فازت قصته «حفنة من دماء» بجائزة لمسابقة القصة.
وتعرف العجيلي في مصر عام 1948 على الشاعر أحمد رامي، وأنجز في هذا العام مجموعته القصصية الأولى «بنت الساحرة» كما ألف مع عدد من الكتاب السوريين الظرفاء «عصبة الساخرين» وهو الذي اقترح عليهم اسمها، ويعتبر العجيلي الأدب متعة وهواية ويكاد لا يبقى لهذه الهواية سوى وقت يسير يتبقى بعد موجباته في مهنة الطب، وكذلك بعد موجبات الأسرة وإدارة إرث أبيه الذي توفي سنة 1963، حيث يقول:
| عبد السلام العجيلي | إنني لا أنظر إلى الكتابة الأدبية كعمل بل كنوع من أنواع السلوك. | عبد السلام العجيلي |

 وبكلامه هذا لم يكن العجيلي ينتقص من الاحتراف فقد كتب بعد ذلك القصة والرواية والشعر والمقالة، وقد بلغ عدد أعماله أربعة وأربعين كتاباً حتى 2005، ومن أهم قصصه القصيرة:
| - ساعة الملازم (1951). - الخائن (1960). - رصيف العذراء (السوداء) (1960). - الخيل والنساء (1965). - حكاية مجانين (1972). - الحب الحزين (1979). - فصول أبي البهاء (1986). - موت الحبيبة (1987). - مجهولة على الطريق (1997). ومن أهم رواياته: ومن رواياته: - باسمة بين الدموع (1958). - قلوب على الأسلاك (1974). - ألوان الحب الثلاثة (1975). - أزاهير تشرين المدماة (1977). - المغمورون (1979). - أرض السّياد (1998). - أجملهن عام (2001). | ومن مقالاته ومحاضراته: - أحاديث العشيات (1965). - السيف والتابوت (1974). - عيادة في الريف (1978). - سبعون دقيقة حكايات (1978). - في كل وادٍ عصا (1984). - حفنة من الذكريات (1987). - فلسطينيات عبد السلام العجيلي (1994). - محطات من الحياة (1995). - ادفع بالتي هي أحسن (1997). - أحاديث الطبيب (1997). - خواطر مسافر (1997). |

و تعتبر كتابات العجيلي في المجال الأدبي من ضمن أغنى وأهم الروايات الأدبية العربية في تاريخ الأدب العربي وقد ترجمت معظم أعماله إلى اللغات الإنكليزية والفرنسية والإيطالية والأسبانية والروسية، وتدرس العديد من أعماله في الجامعات والمدارس ويعد مرجع من مراجع الأدب العربي.

## وصلات خارجية
- عبد السلام العجيلي على موقع أرشيف الشارخ.